# Anctoville-sur-Boscq

Anctoville-sur-Boscq este o comună în departamentul Manche, Franța. În 1 ianuarie 2022 avea o populație de 438 de locuitori.